# Blue Origin
Blue Origin is het ruimtevaartbedrijf van Amazon.com-oprichter Jeff Bezos dat in 2000 werd opgericht. Het richt zich op zowel ruimtetoerisme als lanceringen en innovaties voor commerciële en wetenschappelijke ruimtevaart. Bezos gelooft dat in de toekomst miljoenen mensen in de ruimte zullen werken en wil dit faciliteren door ruimtevaart betaalbaar te maken. Blue Origin wordt gerekend tot de NewSpace-beweging.

## Geschiedenis

### Eerste ontwikkeling
Blue Origin werd opgericht in 2000 en als eerste werd een aantal lichte raketmotoren ontwikkeld. In eerste instantie werkte Blue Origin onder de radar. Voor het Commercial Crew-development project van NASA werd een ontwerp voor een bemand ruimteschip ingestuurd dat uiteindelijk in de een na laatste ronde niet meer voor verdere ontwikkelingssubsidie in aanmerking kwam. Blue Origin zette daarna eerst in op de ontwikkeling van de suborbitale New Shepard die een aantal elementen uit het eerdere ontwerp waaronder de ontsnappingmotor gebruikte. Daarnaast bleef Blue Origin op eigen kracht door gaan met de ontwikkeling van het orbitale ruimteschip dat aan de Commercial Crew eisen zal voldoen.
Op 5 maart 2005 werd bij Moses Lake een hoppervlucht tot een hoogte van 96 meter uitgevoerd met een klein VTOL-testvoertuig genaamd Charon (VTOL staat voor Vertical Take-Off and Landing).
In 2006 en 2007 werden in West Texas drie vluchten met een iets groter VTOL-testvoertuig genaamd Goddard uitgevoerd. De Goddard die ook de codenaam PM1 oftewel Propulsion Module 1 droeg was uitgerust met BE-1-motoren die op waterstofperoxide werkten.
Op 6 mei 2011 werd een VTOL-testraket genaamd PM2 gelanceerd en geland op een korte hoppervlucht. De PM2 was een vijfmotorige raket met ongeveer het formaat van de latere New Shepard-draagraket. De raketmotoren waren van het type BE-2 en werkten op kerosine en waterstofperoxide. Tijdens de eerste vlucht werd met drie motoren opgestegen en met twee motoren geland. Bij de volgende vlucht op 24 augustus 2011 die met alle vijf motoren aan gebeurde was het de bedoeling om sneller en hoger te vliegen. Bij een snelheid van Mach 1,2 verloor de PM2 zijn stabiliteit en explodeerde de raket.

### New Shepard komt gereed
De New Shepard is een sub-orbitale draagraket met capsule voor ruimtetoeristen die in het voorjaar van 2015 voor het eerst vloog en in het najaar erin slaagde de draagraket rechtstandig te laten landen na terug te keren van de rand van de ruimte.
Voor de New Shepard ontwikkelde Blue Origin zelf de BE-3-raketmotor. De afkorting "BE" staat voor "Blue Engine". Deze motor was de eerste aftapcyclus-motor ooit die een voertuig aandreef. Bij een aftapcyclus wordt er een beetje druk uit de verbrandingskamer afgetapt om er de turbopomp mee aan te drijven. Op 20 juli 2021 vond de zestiende en tevens eerste bemande vlucht van de New Shepard plaats.
Blue Origin ontwikkelt sinds 2011 de BE-4, een op vloeibare methaan en vloeibare zuurstof brandende raketmotor voor orbitale raketten. Sinds 2014 heeft United Launch Alliance (ULA) hierin geïnvesteerd om zodoende de ontwikkeling te bespoedigen zodat een paar BE-4's vanaf 2019 kunnen dienen als de hoofdmotoren van ULA's nieuwe Vulcan. In 2015 sprak ULA zijn duidelijke voorkeur uit voor de BE-4 als hoofdmotor voor de Vulcan (ook de AR1 van Aerojet Rocketdyne werd voor dit doel ontwikkeld maar was vanaf dat moment plan b). Blue Origins Robert Meyerson verwachtte in het najaar van 2016 te beginnen met het testen van complete BE-4's. In juni 2017 werd besloten de productie van BE-4-motoren in Huntsville Alabama op te zetten. In de omgeving van Huntsville zit veel meer lucht-en-ruimtevaart-industrie gevestigd waaronder de raketfabriek van United Launch Alliance. Op 17 februari 2020 werd deze fabriek geopend.

### Opschaling
Op 15 september 2015 kondigde Bezos op een persconferentie aan dat Blue Origin een deel van lanceercomplex 36 op Cape Canaveral Air Force Station (CCAFS) van Space Florida ging huren (een ander deel van LC-36 werd op dat moment nog aan Moon Express verhuurd). Ook kondigde hij aan dat de productie van Blue Origins nieuwe herbruikbare, orbitale raket op het Kennedy Space Center (KSC) nabij Cape Canaveral gaat plaatsvinden en dat ze hiermee de kosten van grote transporten besparen. Deze raket zou naar verwachting pas in 2020 vliegen en zou volgens de toenmalige plannen qua functionaliteit vergelijkbaar zijn met de Falcon 9 van SpaceX.

In januari 2016 kreeg Orbital ATK een subsidie van het Pentagon om een verlengde straalpijp (uitlaat van een raketmotor) voor de vacuümversie van Blue Origins BE-3, de BE-3U te ontwikkelen. Dit maakte deel uit van een subsidieprogramma om nieuwe Amerikaanse raketmotoren te ontwikkelen en zo de afhankelijkheid van Russische rakettechnologie te doorbreken. Deze BE-3U met verlengde uitlaat werd als belangrijkste kandidaat gezien om de upperstage van Orbital ATK's OmegA voortstuwen. Orbital ATK koos echter in 2018 voor de RL-10C van Aerojet Rocketdyne die zich reeds als zeer betrouwbare motor bewezen heeft. 

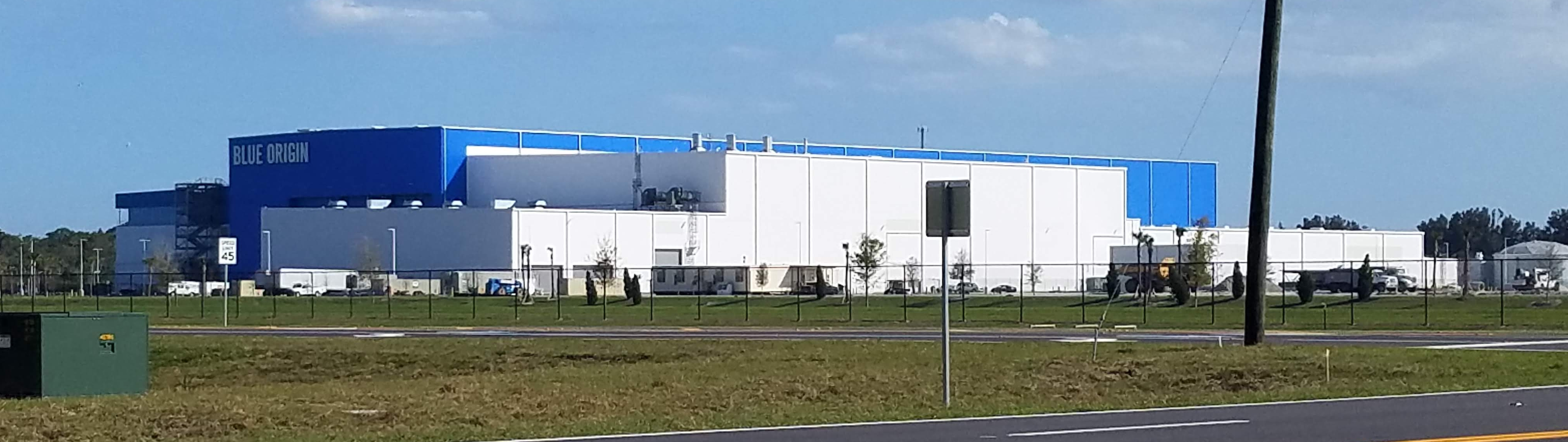
De rakettenfabriek die Blue Origin op het Exploration Park van het Kennedy Space Center bouwde

 In juni 2016 ging de eerste spade in de grond voor de bouw van een rakettenfabriek op het Kennedy Space Center. In september 2016 zei Bezos ook plannen te hebben om de rest van LC-36 en CCAFS Lanceercomplex 11 (dat niet ver van LC-36 ligt) te verbouwen en gebruiken.
Op 12 september 2016 plaatste Bezos een tekening op Twitter waarop de twee versies van zijn orbitale raket met de naam New Glenn staan. Het gaat om een zeer grote tweetrapsraket en een nog grotere drietrapsraket (qua formaat vergelijkbaar met de Saturnus V maar iets kleiner en minder krachtig) die beide dezelfde herbruikbare boostertrap gebruiken en veel groter zijn dan het concept dat Bezos in september 2015 toonde. De naamkeuze is in lijn met de suborbitale New Shepard die is vernoemd naar Alan Shepard, de eerste Amerikaan die een suborbitale ruimtevlucht maakte. De orbitale New Glenn is vernoemd naar John Glenn, de man die als eerste Amerikaan een orbitale ruimtevlucht maakte. Een week daarvoor waren al artistieke impressies van Blue Origins lanceerinstallaties naar buiten gebracht. Wat betreft kracht en mogelijkheden zal de New Glenn vooral met SpaceX’ Falcon Heavy concurreren. Ook gaf Bezos de hint dat er tevens aan een New Armstrong wordt gewerkt, wat de ambitie van een maanraket en maanlander zou betekenen. 
Op 6 maart 2017 tweette Jeff Bezos een foto van de eerste afgebouwde BE-4-raketmotor met het bericht dat een tweede en derde bijna af zijn. Een dag later volgde een animatiefilm die delen van de vlucht van de New Glenn toonde en het bericht dat Eutelsat als eerste klant voor de New Glenn is binnengehaald. De tweede trap van de New Glenn gebruikt twee BE-3U-motoren. De eindversie van de BE-3U is gebaseerd op de BE-3 maar bedoeld voor gebruik buiten de atmosfeer. Een groot verschil is ook dat er in plaats van een tapoff-cyclus een open-expandercyclus wordt gebruikt.
Blue Origin heeft ook een maanlander genaamd “Blue Moon” in ontwikkeling die voortborduurt op technieken van de New Shepard.
In 2018 werd ook duidelijk dat Blue Origin Hangar S op het Cape Canaveral Air Force Station huurt. Het historische NASA-gebouw waar Mercury en Gemini-astronauten trainden en hun ruimtecapsules vluchtklaar werden gemaakt is daarmee van de sloophamer gered.
Op 27 september 2018 selecteerde United Launch Alliance de BE-4 definitief als hoofdmotor van hun Vulcan-raket.
Op 9 mei 2019 presenteerde Jeff Bezos het conceptontwerp voor de maanlander Blue Moon. Een aantal maanden later kondigde Blue het National Team aan, een samenwerking met Lockheed Martin, Northrop Grumman en Draper Laboratory aan met een ontwerp voor een commerciële, bemande maanlander te komen. Blue Origin heeft daarin de leiding. Een vergrote tweemotorige versie van de Blue Moon wordt in dat plan de landingsmodule. De bedrijven hopen daarmee het contract voor de bouw van de maanlander van NASA’s Artemisprogramma in de wacht te slepen. De National Team HLS was een van de drie ontwerpen die in NASA’s eerste voorselectie voor de Artemis HLS was opgenomen. Blue Origin misliep in april 2021 de eindcontractering.
In september 2020 bleek uit een vacature van Blue Origin dat het bedrijf zich oriënteert op de ontwikkeling van een commercieel ruimtestation. Daarvoor wordt een ontwikkelingsmanager gezocht.
Op 20 juli 2021 maakte de New Shepard zijn eerste commerciële vlucht met de ruimtetoeristen Jeff Bezos, zijn broer, de 18-jarige Nederlander Oliver Daemen en de 82-jarige Wally Funk. Deze vlucht bracht tegelijkertijd de oudste en de jongste personen ooit in de ruimte.
In 2021 kreeg Blue Origin ook veel kritiek te verduren omdat het ze maar niet lukte de eerste werkende BE-4-motoren aan United Launch Alliance te leveren. Hierdoor zou volgens diverse bronnen, waaronder een rapport van het Government Accountability Office, de introductie van de Vulcan-raket vertraging oplopen. Ook verloor Blue Origin de aanbesteding voor het Artemis-HLS. Daarop ging Blue Origin meermaals in beroep tegen de beslissing om alleen de lander van SpaceX te selecteren. Daarbij werd in de media vanuit Blue Origin flink met drogredeneringen gesmeten om en passant SpaceX en hun ontwerp onderuit te halen. 
Op 30 september 2021 verscheen er een essay dat door 21 werknemers en ex-werknemers van Blue Origin was ondertekend waarin werd gesproken van een giftige angstcultuur die bij het bedrijf onder CEO Bob Smith was ontstaan die de veiligheid in gevaar brengt. Werknemers zouden worden gedwongen zoveel overuren maken dat ze permanent oververmoeid zijn. De ondertekenaars schreven nooit met de New Shepard te willen vliegen wegens de veiligheid. Blue Origin zou hierdoor veel getalenteerd personeel zijn kwijtgeraakt. De FAA stelde daarop een onderzoek in.
Op de International Astronautic Conference 2021 in Dubai kondigde Blue Origin aan in samenwerking met Sierra Space en Boeing Space een groot commercieel ruimtestation genaamd Orbital Reef te ontwikkelen. Het moet geschikt zijn voor tien astronauten en in functie vergelijkbaar zijn met het ISS.
Op 26 januari 2022 gaf Blue Origin aan voornemens te zijn het bedrijf Honeybee Robotics over te nemen. Dat bedrijf heeft zich reeds bewezen in de levering van robotische onderdelen voor onder meer marssondes van NASA.
Op 12 september 2022 mislukte de lancering van een onbemande New Shepard waarbij de booster verloren ging.
Op 13 februari 2023 maakte Blue Origin bekend dat hun Blue Alchemist-divisie is staat was gebleken werkende zonnecellen te creëren uit een regolietsimulant (op aarde nagemaakt maanzand).
Op 25 september 2023 maakte CEO Bob Smith bekend per december met pensioen te gaan. Hij wordt dan opgevolgd door Dave Limp, voormalig uitvoeren directeur van Amazon.com. Met zijn komst veranderde er ook een en ander op het gebied van PR. Limb post regelmatig op X over vorderingen van het bedrijf.
Eind 2024 is Blue Origin volop bezig met de voorbereiding van de eerste lancering van de New Glenn. In september en oktober kwamen beide rakettrappen gereed. Op 16 januari werd deze New Glenn gelanceerd. De poging tot het laten terugkeren van eerste trap op aarde mislukte. De de tweede trap die met de communicatie-unit van een Blue Ring-kickstage-en-satellietbus als vracht was gelanceerd bereikte alle doelen.

## Gelijkenis met SpaceX
In de media wordt Blue Origin graag vergeleken met SpaceX. Er wordt zelfs gesproken over een "nieuwe ruimtewedloop". Zo hebben de oprichters Jeff Bezos en Elon Musk beiden hun startkapitaal verdiend op het internet (Bezos met Amazon en Musk met Paypal). Ook ontwikkelen beide bedrijven rakettrappen die rechtstandig kunnen landen. Beide bedrijven hebben ook als doel ruimtevaart veel goedkoper te maken door de prijzen van lanceringen te decimeren als gevolg van herbruikbaarheid en slimme, vernieuwende productiemethodes. De einddoelen van beide bedrijven verschillen doordat SpaceX gefocust is op het koloniseren van Mars en Blue Origin vooral een ruimtevaarteconomie voor de Aarde met onder meer het winnen van grondstoffen op planetoïden voor ogen heeft.
In 2015 klaagde Blue Origin SpaceX aan omdat Blue Origin meende een patent op een aantal technieken van het landen van een raket op een schip te hebben. Uiteindelijk werd een veel ouder soortgelijk plan door SpaceX aangedragen waaruit bleek dat er geen patent op deze technieken meer mogelijk was.
- Library of Congress Control Number: n2017067798
- Virtual International Authority File: 24151050127833412635